# Bao Andriamanjato
 (mai 2024).
La mise en forme du texte ne suit pas les recommandations de Wikipédia : il faut le « wikifier ».
Les points d'amélioration suivants sont les cas les plus fréquents :
- Les titres sont pré-formatés par le logiciel. Ils ne sont ni en capitales, ni en gras.
- Le texte ne doit pas être écrit en capitales (les noms de famille non plus), ni en gras, ni en italique, ni en « petit »…
- Le gras n'est utilisé que pour surligner le titre de l'article dans l'introduction, une seule fois.
- L'italique est rarement utilisé : mots en langue étrangère, titres d'œuvres, noms de bateaux, etc.
- Les citations ne sont pas en italique mais en corps de texte normal. Elles sont entourées par des guillemets français : « et ».
- Les listes à puces sont à éviter, des paragraphes rédigés étant largement préférés. Les tableaux sont à réserver à la présentation de données structurées (résultats, etc.).
- Les appels de note de bas de page (petits chiffres en exposant, introduits par l'outil «  Source ») sont à placer entre la fin de phrase et le point final[comme ça].
- Les liens internes (vers d'autres articles de Wikipédia) sont à choisir avec parcimonie. Créez des liens vers des articles approfondissant le sujet. Les termes génériques sans rapport avec le sujet sont à éviter, ainsi que les répétitions de liens vers un même terme.
- Les liens externes sont à placer uniquement dans une section « Liens externes », à la fin de l'article. Ces liens sont à choisir avec parcimonie suivant les règles définies. Si un lien sert de source à l'article, son insertion dans le texte est à faire par les notes de bas de page.
- La présentation des références doit suivre les conventions bibliographiques. Il est recommandé d'utiliser les modèles {{Ouvrage}}, {{Chapitre}}, {{Article}}, {{Lien web}} et/ou {{Bibliographie}}. Le mode d'édition visuel peut mettre en forme automatiquement les références.
- Insérer une infobox (cadre d'informations à droite) n'est pas obligatoire pour parachever la mise en page.

Pour une aide détaillée, merci de consulter Aide:Wikification.
Si vous pensez que ces points ont été résolus, vous pouvez retirer ce bandeau et améliorer la mise en forme d'un autre article.
 (septembre 2024).
Bao Andriamanjato, de son vrai nom Rahantavololona Razanamahandry Alphonsine Razafindrakotohasina, est née le 21 septembre 1929. Elle est reconnue comme la première femme ingénieur à Madagascar et en Afrique, et une pionnière de l’ingénierie dans son pays. Elle est morte en 1994.

## Biographie
Bao Andriamanjato est née le 21 septembre 1929, fille du Dr Alfonse Razafindrakotohasina et de Razanadravao. Elle est l'une des onze enfants de la famille. En septembre 1958, elle épouse Richard Andriamanjato et le couple a quatre enfants : Ny Aina, Ny Hasina, Ny Toky, et Ny Hanta Andriamanjato,.

## Études
Bao Andriamanjato a fréquenté le Lycée Jules Ferry[Où ?] et le Lycée Galliéni[Où ?] vers 1949. Elle a obtenu son baccalauréat en mathématiques à Paris. En 1958, elle est diplômée en ingénierie de l'École Polytechnique Féminine (EPF) de Paris. En 1959, elle obtient un certificat d’études supérieures en aérodynamique appliquée et mécanique de vol ainsi qu'en dynamique des fluides réels de l'Université Paris Sorbonne, France.

## Parcours professionnel
Elle participe à la construction de la Caravelle, l'un des premiers avions français. Entre 1962 et 1976, elle est chargée de cours en hydraulique appliquée et en réseau urbain à l'École Nationale des Travaux Publics et à l'Établissement d'Études Supérieures Polytechniques de l'Université d'Antananarivo.

## Vie associative
Militante engagée pour l’indépendance de Madagascar, Bao Andriamanjato a été active dans plusieurs associations. Elle a été vice-présidente en 1956-1957 du bureau central de l'AEOM, trésorière en 1957-1958 et présidente de l’Association des Ingénieurs Malgaches de 1964 à 1972. Elle a également fondé et présidé l’Association Femmes Science Développement (Fikambanana Vehivavy Siansa Fampandrosoana) de 1985 à 1994. En novembre 1992, elle devient la première femme vice-présidente de la Fédération mondiale des travailleurs scientifiques. En 1975, elle fonde et préside le Comité Malgache sur l’Année des Femmes Internationales (Komity Malagasy Momba ny Taonan’ny Vehivavy Erantany). Bao a lutté pour les droits des femmes, notamment la célébration du 8 mars, Journée internationale des femmes,.

## Vie confessionnelle
En tant qu'épouse du pasteur Richard Andriamanjato, Bao a contribué à l'amélioration de la vie des paroissiennes par le biais de l'association Dorkasy et la création de la cantine FJKM Ambohitantely, qui fournissait une alimentation saine et abordable aux écoliers. En 2022, la cantine a célébré ses 45 ans d'existence. Bao a défendu les droits des femmes, les encourageant à poursuivre des études et à devenir pasteurs. Elle a également formé les épouses de pasteurs à entreprendre des activités génératrices de revenus pour leurs familles. En 1985, elle est devenue responsable des affaires étrangères et des droits de l'homme au sein du Conseil œcuménique des Églises.

## Vie politique
Pendant ses études à l’étranger, Bao Andriamanjato est militante au sein de l'AEOM. En février 1958, elle est repérée par la police pour avoir diffusé des tracts incitant les étudiants à protester contre des mesures politiques. Elle ouvre la cérémonie commémorative de l'insurrection de 1947 à Paris le 29 mars 1958. Après le référendum de septembre 1958, elle salue les patriotes malgaches ayant rejeté la proposition de la France. Elle anime en octobre 1958 une réunion à Antananarivo sur le rôle des femmes en politique. En 1960, elle devient la première femme élue au poste de directrice adjointe de la mairie d’Antananarivo et est conseillère municipale pendant plusieurs années. En 1991, elle fait partie du gouvernement insurrectionnel présidé par le Général Jean Rakotoarison, occupant le poste de ministre des Travaux Publics.

## Ouvrages
- 1986 : Libération de la femme, contribution à la justice et à la paix
- 1987 : Feo roa vavolombelona, témoignage à deux voix (co-écrit avec son mari)